# Gynaephora groenlandica
Gynaephora groenlandica é uma mariposa da família Erebidae nativa do Alto Ártico, encontrada no arquipélago Ártico Canadense, Groenlândia e na ilha de Wrangel, na Rússia. É conhecida por seu lento desenvolvimento, com um ciclo de vida larval que pode se estender por até sete anos, com mudas anuais na primavera. Esta espécie permanece na fase larval pela maior parte de sua vida. Diferentemente de outros membros da ordem Lepidoptera, ela passa por um período anual de diapausa, que ocupa grande parte do ano, enfrentando alguns dos invernos mais longos e extremos do planeta. Nesse estado dormente, pode suportar temperaturas de até −70 °C. A espécie também exibe comportamento de termorregulação por exposição ao sol, que auxilia na regulação da temperatura e na digestão, influenciando o metabolismo e o consumo de oxigênio. As fêmeas geralmente não voam, enquanto os machos costumam voar.
Possui uma subespécie alpina notável por sua distribuição geográfica ao sul do Alto Ártico.

## Taxonomia
A mariposa provavelmente foi descoberta em 16 de junho de 1832, na praia de Fury Bay, na ilha Somerset, no norte de Nunavut, Canadá, pela tripulação da expedição ártica em busca da Passagem do Noroeste (liderada por John Ross). John Curtis [en], que estudou os espécimes entomológicos coletados na expedição, descreveu Gynaephora rossii [en] a partir dos invertebrados trazidos; no entanto, em 1897, Harrison Gray Dyar Jr. demonstrou que, ao comparar com lagartas de G. rossii coletadas anteriormente nas alturas do Monte Washington, Nova Hampshire, as lagartas coletadas em 1832 eram, na verdade, de G. groenlandica, e Curtis havia baseado sua descrição das larvas na espécie errada.
Antes disso, espécimes foram coletados em 1870 no norte da Groenlândia por Gottlieb August Wilhelm Herrich-Schäffer, a bordo do navio Germania [en] durante a Segunda Expedição Alemã ao Polo Norte (liderada pelo capitão Carl Koldewey [en]). Esses espécimes foram estudados e descritos por Alexander von Homeyer [en] em 1874 como Dasychira groenlandica, nome dado anteriormente por Maximilian Ferdinand Wocke [en] em uma carta a Homeyer. Herrich coletou vários espécimes e descreveu as lagartas como semelhantes às do gênero Arctia, com os adultos muito parecidos com Dicallomera fascelina, mas com asas tão atrofiadas que eram quase incapazes de voar. Wocke e Homeyer notaram que, embora fosse uma nova espécie, era próxima de D. rossii (atual G. rossii), conhecida na época da região de Labrador.
Inicialmente, acreditava-se que G. groenlandica era endêmica do Alto Ártico, até que um artigo de 2013 relatou a descoberta de duas populações vizinhas em ambientes alpinos no sudoeste de Yukon, 900 km ao sul de sua distribuição conhecida. Os habitats distintos, distribuição disjunta, haplótipo de DNA e padrões de asas dessas populações foram considerados distintos o suficiente para classificá-las como uma nova subespécie, G. groenlandica beringiana. Na década de 1980, espécimes de mariposas foram coletados na ilha de Wrangel, Rússia; inicialmente descritos em 1989 como uma nova espécie no gênero Dicallomera [en], D. kusnezovi. Estudos posteriores mostraram que eram G. groenlandica, e, em 2015, o táxon foi classificado como uma nova subespécie, G. groenlandica kusnezovi.
As subespécies são:
- G. groenlandica groenlandica
- G. groenlandica beringiana Schmidt et Cannings, 2013[3][9]
- G. groenlandica kusnezovi (Lukhtanov et Khruliova, 1989) Lukhtanov et Khruleva 2015[3]

Está classificada na subfamília Lymantriinae [en], tribo Orgyiini [en].
Embora G. groenlandica seja próxima de G. rossii, as duas espécies são reprodutivamente isoladas, não havendo registro de hibridização. Elas são simpátricas em muitas áreas do Ártico canadense e na ilha de Wrangel.

## Descrição
As larvas de G. groenlandica são geralmente maiores (~300 mg) e densamente cobertas por pelos macios, que podem servir como mecanismo de defesa, irritando a pele e tecidos moles de predadores. Geralmente apresentam uma coloração castanho-amarelada, embora as cores possam variar. São caracterizadas por um tufo de pelos distinto no oitavo segmento abdominal. As larvas em estágios posteriores são notáveis pelo padrão de cores desse tufo dorsal. Podem ser identificadas pela forma espinulosa de seus pelos, sem espinhos, em contraste com os pelos finos e plumosos de G. rossii. Também se diferenciam de G. rossii pelo padrão das asas: G. groenlandica não possui a faixa escura larga nas bordas das asas traseiras, característica de G. rossii. Em geral, G. rossii apresenta mais padrões nas asas do que G. groenlandica.
Os ovos têm cerca de 1,6 mm.
Os casulos desta espécie são de dupla camada, com uma bolsa de ar distinta entre as camadas, diferentemente dos casulos de camada única de G. rossii.

## Distribuição
A subespécie nominada de G. groenlandica é nativa do Alto Ártico da Groenlândia e do arquipélago Ártico Canadense, incluindo a ilha Ellesmere, acima de aproximadamente 70° de latitude norte. É um dos membros mais setentrionais da ordem Lepidoptera no hemisfério norte. Ocorre até o norte da ilha Ward Hunt [en] no Canadá e no extremo norte da Groenlândia. Uma nova subespécie, G. groenlandica beringiana, foi descrita em 2013 ao sul do Círculo Polar Ártico, no ambiente alpino da cordilheira Ruby, no sudoeste de Yukon, 900 km ao sul da distribuição conhecida anteriormente. Outra subespécie, G. groenlandica kusnezovi, até 2015, foi encontrada apenas na ilha de Wrangel, Rússia.

## Habitat
G. groenlandica é bem adaptada a viver em condições de frio extremo (organismo psicrófilo) no Alto Ártico.
Em dois locais de campo distintos na ilha Ellesmere, foi observado que, durante a diapausa, G. groenlandica tende a ocupar micro-habitats específicos, em vez de uma distribuição geográfica aleatória. Os hibernáculos [en] são frequentemente fixados na base de rochas, em vez de estarem presos à vegetação. Em um dos locais investigados, os hibernáculos foram observados principalmente no lado protegido do vento das rochas, sugerindo que a direção do vento influencia a escolha dos locais de hibernação.
Em cativeiro, G. groenlandica também foi observada fixando-se em folhagem de salgueiro-do-ártico durante o período de diapausa.

### Área de distribuição
As lagartas de G. groenlandica movem-se até vários metros por dia, principalmente para adquirir recursos necessários. Ao comparar um grupo de lagartas transferidas fisicamente entre diferentes plantas de salgueiro-do-ártico com outro grupo restrito a uma única planta durante o período ativo larval, observou-se que as larvas transferidas apresentaram maiores hábitos herbívoros e taxas de crescimento em comparação com o grupo estacionário. Isso sugere que a aquisição de recursos de alta qualidade é a principal razão para o movimento das larvas de G. groenlandica entre plantas hospedeiras.

## Recursos alimentares

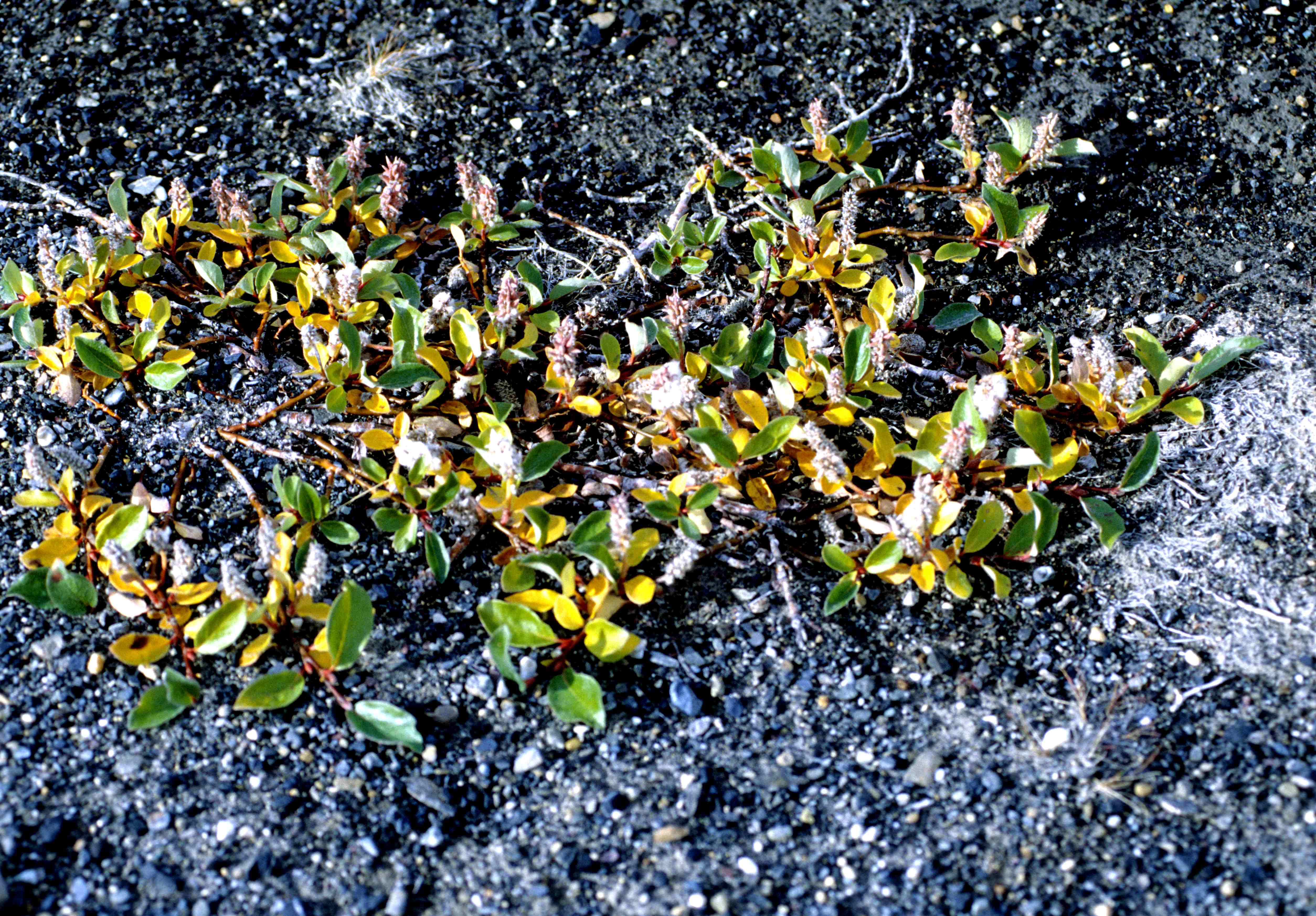
O salgueiro-do-ártico (Salix arctica) é a principal planta hospedeira das larvas.

G. groenlandica passa grande parte de sua vida na fase larval, e os recursos alimentares são essenciais para o desenvolvimento das larvas. O salgueiro-do-ártico (Salix arctica) é a principal planta hospedeira e fonte de alimento desta espécie. As larvas também podem se alimentar de plantas de outras famílias, como as flores de Saxifraga oppositifolia [en] e as folhas senescentes de Dryas integrifolia [en]. Na subespécie nominada do Alto Ártico, menos de 3% das larvas escolhem essas alternativas. As populações canadenses de latitudes mais baixas de G. g. beringiana, em ambientes alpinos do sudoeste de Yukon, consomem uma gama mais ampla de plantas e proporcionalmente menos S. arctica.
Embora as larvas raramente consumam os amentos (aglomerados de flores sem pétalas) de S. arctica, elas consomem prontamente suas folhas. Cerca de 97% das larvas que se alimentam ativamente no início da temporada de alimentação consomem os novos brotos foliares dessa planta. A comparação das concentrações de nutrientes nas folhas das plantas com as das excreções larvais mostrou que as larvas removem nitrogênio e potássio da planta. As lagartas alimentam-se principalmente em junho, quando as folhas de S. arctica atingem picos de nutrientes e carboidratos, como amidos e açúcares. O consumo de alimentos diminui no final do mês e durante o verão, quando os níveis de carboidratos e nutrientes nas folhas de S. arctica diminuem, e as folhas tornam-se menos palatáveis devido ao aumento de concentrações de compostos fenólicos e taninos. A redução de nutrientes e carboidratos, combinada com o aumento de metabólitos secundários, pode explicar essa queda no consumo.
A espécie parece adaptada a uma faixa térmica estreita, sendo capaz de se alimentar mais em temperaturas intermediárias de sua faixa.

## História de vida
As características do ciclo de vida de G. groenlandica são determinadas pela natureza curta e fria dos verões no Alto Ártico. Devido ao período de crescimento sazonal restrito, G. groenlandica tem um ciclo de vida de aproximadamente 7 anos. Em contraste, sua longevidade é bem menor (2–3 anos) em ambientes alpinos mais quentes. As larvas permanecem na fase larval pela maior parte de suas vidas, exceto por 3–4 semanas em um único verão. Esse período de desenvolvimento prolongado é atribuído não apenas às baixas temperaturas ambientais, mas também à nutrição fornecida pelas plantas hospedeiras. Durante a fase larval estendida, G. groenlandica passa por diapausas anuais de inverno que começam no final de junho ou início de julho. A mortalidade larval em um ambiente experimental enjaulado na tundra foi de 10%.

### Ciclo de vida
Na ilha Ellesmere, as fêmeas geralmente depositam seus ovos em massa sobre ou dentro do casulo, embora às vezes os depositem no solo ou na vegetação ao redor do casulo.
A espécie passa a maior parte de sua vida como estágio larval tardio; os estágios iniciais de larva e adulto representam apenas 6% de seu ciclo de vida completo. São os estágios tardios que passam por múltiplos períodos anuais de diapausa. Durante essa fase dominante de suas vidas (do terceiro ao sexto estágio), G. groenlandica realiza mudas anuais.
A atividade larval é confinada a um curto período após o derretimento da neve. O Alto Ártico apresenta uma estação de crescimento curta de 45–70 dias, e as larvas de G. groenlandica cessam a alimentação no final de junho, antes do meio do verão. As larvas passam cerca de 95% de seu tempo se aquecendo ao sol, se alimentando ou se movendo, e apenas 5% do tempo completamente imóveis. Mais especificamente, cerca de 60% do tempo como larvas é gasto se aquecendo, 20% se alimentando e 15% se movendo.
No final de junho ou início de julho, as larvas se preparam para o inverno tecendo hibernáculos de seda e entrando em diapausa até o próximo derretimento da neve. Isso geralmente ocorre quando as temperaturas diurnas atingem um máximo de 5–10 °C. Em seu estado de diapausa, G. groenlandica pode suportar temperaturas tão baixas quanto −70 °C, com a mortalidade no inverno limitada, em média, a um máximo de 13% da população.
Os estágios de desenvolvimento de pupação, emergência, acasalamento, postura de ovos, eclosão e muda para o segundo estágio estão todos confinados a um período de 3–4 semanas durante um único verão. A emergência e a reprodução podem ocorrer em um único período de 24 horas.
Devido à breve longevidade dos indivíduos adultos completamente maduros, as mariposas adultas desta espécie são difíceis de encontrar na natureza.

## Interações com outras espécies
A presença de lagartas se alimentando de plantas em uma área específica parece ter uma correlação positiva com os hábitos herbívoros de Ochotona collaris no sudoeste de Yukon.

### Predadores
G. groenlandica apresenta uma reação defensiva distinta a sinais de morcegos. A mariposa ártica Psychophora sabini [en] perdeu algumas de suas reações defensivas a morcegos, presumivelmente devido ao isolamento dessa população de predadores. No entanto, G. groenlandica e G. rossii mantêm esse comportamento defensivo. Quando expostos a ultrassom semelhante ao de morcegos (26 kHz e 110 dB de pressão sonora RMS a 1 m), os machos respondem invertendo seu curso de voo. Respostas ao som foram observadas a até 15–25 m de distância. As fêmeas, no entanto, possuem um sistema de detecção de morcegos degenerado. Há duas razões presumidas para isso. Primeiro, as fêmeas tendem a ser incapazes de voar e, portanto, não precisam dessa adaptação. Segundo, um sistema auditivo competiria por espaço com os ovários, e o custo desse mecanismo de defesa pode superar o benefício de ter órgãos reprodutivos totalmente funcionais.
No Alto Ártico, essas mariposas são predadas por aves. Os ovos também são consumidos por pequenas aves forrageadoras; na ilha Ellesmere, essas aves podem rasgar os casulos ao se alimentar da massa de ovos depositada na superfície do casulo.

### Parasitoides
Muitas lagartas de G. groenlandica morrem durante o desenvolvimento devido a parasitoides, como a mosca Exorista thula da família Tachinidae e a vespa Hyposoter diechmanni da família Ichneumonidae. E. thula foi descrita na ilha Ellesmere em 2012 e é um parasitoide gregário; na ilha, matou cerca de 20% dos estágios terceiro e quarto de seu hospedeiro. Apesar de coexistir com Gynaephora rossii, E. thula só é conhecida por atacar G. groenlandica, enquanto Chetogena gelida é específica para G. rossii. Em geral, mais de dois terços de Gynaephora são mortos por parasitoides, e o parasitismo em G. groenlandica causa mais de 50% de mortalidade. A probabilidade de parasitismo aumenta no final do período ativo da espécie, coincidindo com a diminuição das taxas de alimentação.
O hibernáculo, no qual as larvas passam a maior parte de suas vidas, atua como uma barreira defensiva contra o parasitismo.

## Fisiologia

### Voo
Embora as fêmeas desta espécie tenham asas totalmente desenvolvidas e possam voar por um curto período, geralmente não voam. Embora as fêmeas habitantes do Ártico geralmente sejam incapazes de voar, as fêmeas de subespécies alpinas do sul são frequentemente mais móveis.
Em contraste, os machos tendem a voar alto, rápido e erraticamente durante o dia.

### Termorregulação
O período de maior atividade para G. groenlandica é em junho, durante o período anual de máxima radiação solar (24 horas de luz solar) no Alto Ártico; no entanto, as temperaturas nesse período continuam extremamente baixas. As temperaturas do solo em junho, por exemplo, geralmente são inferiores a 10 °C. Nesse período, as temperaturas corporais das larvas que se alimentam tendem a ser semelhantes às das larvas em muda ou tecendo casulos, enquanto as das larvas "se aquecendo" são geralmente mais altas. As larvas de G. groenlandica passam cerca de 60% de seu tempo se aquecendo, inclusive durante períodos de pupação. O comportamento de se aquecer é caracterizado pela orientação do corpo da lagarta para maximizar a exposição ao sol e evitar o vento. As larvas tendem a seguir o ângulo direto dos raios solares para manter a máxima absorção de luz solar, orientando-se perpendicularmente ao ângulo de insolação. Por meio desse comportamento, as larvas de G. groenlandica podem aumentar sua temperatura corporal em até 20 °C. Geralmente, a temperatura corporal máxima é de aproximadamente 30 °C. Essa temperatura máxima é geralmente alcançada quando as larvas estão ao sol do meio-dia, cercadas por neve, em um dia com vento mínimo.
A radiação solar promove o crescimento larval, e, assim, o aquecimento pode aumentar as taxas de desenvolvimento. Ao comparar as taxas de crescimento larval a 5, 10 e 30 °C, o crescimento e as taxas metabólicas foram mais baixas a 5 °C e maximizadas a 30 °C. Essa tendência exibe uma relação específica: à medida que a temperatura corporal aumenta devido ao aquecimento, as taxas metabólicas aumentam exponencialmente. Isso foi constatado mesmo quando as larvas estavam famintas ou aparentemente inativas.
Em geral, as larvas que se alimentam tendem a ter temperaturas corporais mais baixas do que as que se aquecem. Portanto, as larvas tendem a se alimentar quando as temperaturas são mais altas e se aquecem quando não conseguem atingir as temperaturas mais elevadas (acima de 5–10 °C) necessárias para a atividade. Sugere-se que, sem a ajuda do aquecimento sob a luz solar contínua durante os verões do Alto Ártico, as larvas raramente ultrapassariam seu limiar de desenvolvimento de cerca de 5 °C. Isso pode explicar a tendência única de G. groenlandica de ter períodos curtos de alimentação durante picos de insolação, seguidos por períodos mais longos de aquecimento e digestão.
No início a meados de junho, o metabolismo larval é altamente impactado pela ingestão de alimentos e pelo aumento da temperatura. Mais tarde na estação ativa, elas se tornam muito mais insensíveis metabolicamente à temperatura, e a energia obtida pelo consumo de alimentos é conservada.
Mudanças no estado metabólico e na temperatura corporal também afetam o consumo de oxigênio. O consumo de oxigênio foi muito menor quando as temperaturas corporais das larvas estavam abaixo de 10 °C. Baixo consumo de oxigênio também foi observado em larvas inativas. Em contraste, foi maior para lagartas que estavam se movendo ou famintas, ainda maior para larvas em digestão e mais alto para larvas se alimentando.

### Digestão
As larvas frequentemente se aquecem ao sol por cerca de cinco horas após a alimentação antes de se moverem para um novo local. O aumento consequente na temperatura corporal estimula a atividade enzimática no intestino, permitindo uma maior taxa de digestão. G. groenlandica pode converter alimentos ingeridos com uma taxa de eficiência superior à média das espécies de Lepidoptera em geral.

### Diapausa
G. groenlandica passa por um período de diapausa invernal durante o qual permanece dormente dentro de um hibernáculo. Nesse estado, pode suportar temperaturas tão baixas quanto −70 °C. Encapsular-se em um hibernáculo durante a diapausa serve a várias funções: proteção contra parasitoides, evitação da diminuição da concentração de nutrientes em sua principal fonte de alimento, salgueiro-do-ártico, degradação de mitocôndria ligada à diminuição do metabolismo (hipometabolismo) e produção de anticongelantes, além da conservação geral de reservas de energia.
Esses casulos são feitos de seda e consistem em duas camadas, nas quais os pelos larvais são incorporados. Em um estudo de 1995 com larvas enjauladas experimentalmente na tundra do Alto Ártico canadense, 81% das larvas teceram hibernáculos.
Durante a estação ativa, as larvas se orientam em direção à radiação solar, e cada uma tece seu respectivo hibernáculo em um período de 24 horas. Geralmente realizam a pupação com a cabeça voltada para o sul, em uma orientação norte-sul. Esse casulo ajuda as larvas a acumularem calor de forma mais eficaz.
G. groenlandica frequentemente ancora seus hibernáculos à base de rochas. Em cativeiro, também foi observado que se fixam em folhagem de salgueiro-do-ártico durante o período de diapausa. No estudo de 1995 mencionado, no qual as larvas foram mantidas em um ambiente controlado por gaiolas na tundra do Alto Ártico, mais hibernáculos foram observados na cobertura vegetal predominante de Dryas integrifolia e Cassiope tetragona [en] do que na planta hospedeira principal, S. arctica. Quase metade das larvas que teceram hibernáculos o fizeram em conjunto com outras larvas, formando casulos conjuntos. Até três lagartas foram ocasionalmente observadas compartilhando um hibernáculo comum, mas o caso mais comum foi o de duas larvas compartilhando um casulo conjunto. Taxas mais altas de hibernáculos comunais ocorreram em densidades populacionais mais baixas por gaiola.
À medida que as temperaturas diminuem no final do verão ártico, as larvas começam a sintetizar compostos crioprotetores, como glicerol e betaína. A acumulação desses "anticongelantes" (que protegem as células em condições de frio) é auxiliada pelo estrangulamento da fosforilação oxidativa por meio da degradação mitocondrial. Embora as larvas continuem a produzir energia a partir de glicogênio armazenado em seu estado congelado, essa degradação mitocondrial faz com que seu metabolismo caia a um nível tão baixo que quase para, induzindo dormência. A função mitocondrial pode ser totalmente restaurada na primavera após apenas algumas horas de atividade larval retomada.

## Conservação
Em temperaturas mais quentes, as larvas de mariposas árticas geralmente apresentam taxas de respiração mais altas e taxas de crescimento mais baixas. Elas também tendem a mudar suas dietas para alimentos mais ricos em nutrientes nesse tipo de ambiente. Por exemplo, a taxa de hábitos herbívoros da principal fonte de alimento de G. groenlandica, salgueiro-do-ártico, é alterada em temperaturas elevadas. Isso implica uma plasticidade da planta hospedeira dependente do ambiente em G. groenlandica. Também sugere que um aumento na temperatura devido ao aquecimento global pode ter efeitos significativos no comportamento de invertebrados herbívoros do norte, como G. groenlandica, bem como nas taxas de hábitos herbívoros de suas fontes de alimento. Assim, G. groenlandica pode representar uma espécie indicadora potencial para estudos futuros sobre mudanças climáticas.

## Na cultura popular
Esta espécie foi destaque na sequência da BBC de Planet Earth, chamada Frozen Planet.